# Rickling
Rickling là một đô thị ở huyện Segeberg, Segeberg, ở bang Schleswig-Holstein, Đức. Đô thị Rickling có diện tích 38,94 km², dân số thời điểm ngày 31 tháng 12 năm 2006 là người. Đô thị này có cự ly khoảng 15 km về phía đông nam Neumünster.
Rickling thuộc Amt ("đô thị tập thể") Boostedt-Rickling.